# HMS Bamborough Castle (K412)
Za druge ladje glejte HMS Bamborough Castle.
HMS Bamborough Castle (K412) je bila korveta razreda castle Kraljeve vojne mornarice.
Zgrajena je bila v ladjedelnici J. Lewis & Sons (Aberdeen, Škotska).
9. decembra 1944 je korveta potopila nemško podmornico U-387 s globinskimi naboji.
Po drugi svetovni vojni so jo zadržali v flotni rezervni, dokler je niso uničili.